# Jayme Lake
Jayme Lake (Porterville, Californië, 1981) is een Amerikaanse actrice. Lake is het meest bekend door haar rol in het computerspel Red Dead Redemption 2 uit 2018, waar ze de motion capture van het personage Edith Downes verzorgde.

## Filmografie

### Films
| Jaar | Titel         | Rol   |
| ---- | ------------- | ----- |
| 2015 | Faux Show     | Patsy |
| 2015 | Suicide Party | Amy   |

### Series
| Jaar | Titel            | Rol            |
| ---- | ---------------- | -------------- |
| 2008 | Ingles Ya!       | Rosetta        |
| 2011 | 1000 Ways to Die | Sous Chef Fay  |
| 2015 | Behind the Times | Woman #1       |
| 2018 | I Am Frankie     | Cynthia Mandal |

### Computerspellen
| Jaar | Titel                 | Rol          |
| ---- | --------------------- | ------------ |
| 2018 | Red Dead Redemption 2 | Edith Downes |